# Sphenosquamozális varrat

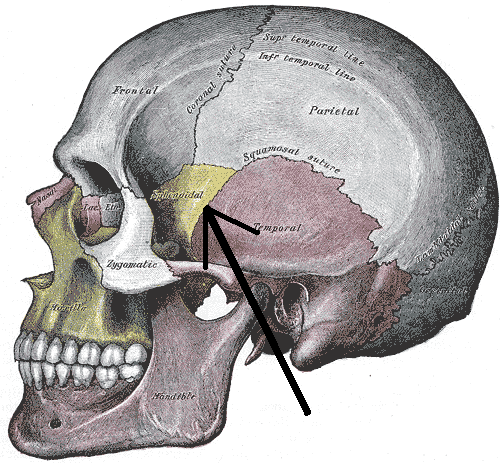
A koponya látható oldalról és a nyíl rámutat a sphenosquamozális varratra

A sphenosquamozális varrat (magyarul ékcsonti-pikkelyvarrati varrat, latinul sutura sphenosquamosa) egy koponyavarrat az ékcsontok (os sphenoidale) és a halántékcsontok (os temporale) között. A pikkelyvarrat (sutura squamosa) folytatása. 